# Kengavadi, Gundlupet
Kengavadi là một làng thuộc tehsil Gundlupet, huyện Chamarajanagar, bang Karnataka, Ấn Độ.